# 安東尼·麥克尼
安東尼·麥克尼（英語：Anthony Mcnee，1993年8月14日—），牙買加男子羽毛球運動員。

## 簡歷
2015年8月，安東尼·麥克尼與丹尼斯·柯克合作出戰加勒比地區羽毛球聯合會國際賽男子雙打項目，在決賽中以1比2的成績（16-21、2-20、18-21）不敵隊友兼2號種子加雷斯·亨利/Dayvon Reid組合，屈居亞軍。

## 主要比賽成績
只列出曾進入準決賽的國際賽事成績：
| 年份   | 賽事                         | 公開賽級別 | 項目     | 拍檔         | 成績   |
| ------ | ---------------------------- | ---------- | -------- | ------------ | ------ |
| 2010年 | 泛美洲青年羽毛球錦標賽       | 其他       | 男子單打 | －           | 季軍   |
| 2015年 | 加勒比地區羽毛球聯合會國際賽 | 未來系列賽 | 男子雙打 | 丹尼斯·柯克  | 亞軍   |
| 2016年 | 牙買加羽毛球國際賽           | 國際系列賽 | 男子雙打 | 丹尼斯·柯克  | 準決賽 |
| 2016年 | 泛美洲羽毛球錦標賽           | 其他       | 混合團體 | －           | 第四名 |
| 2017年 | 加勒比地區羽毛球聯合會公開賽 | 國際系列賽 | 男子雙打 | 丹尼斯·柯克  | 準決賽 |
| 2017年 | 蘇利南羽毛球國際賽           | 國際系列賽 | 男子雙打 | 丹尼斯·柯克  | 冠軍   |
| 2017年 | 蘇利南羽毛球國際賽           | 國際系列賽 | 混合雙打 | Alana Bailey | 準決賽 |
| 2018年 | 泛美洲羽毛球男女子團體錦標賽 | 其他       | 男子團體 | －           | 季軍   |
| 2018年 | 蘇利南羽毛球國際賽           | 國際系列賽 | 男子雙打 | 丹尼斯·柯克  | 冠軍   |

| 2007-2017年 | 首要超級賽 | 超級賽 | 黃金大獎賽 | 大獎賽 | 國際挑戰賽 | 國際系列賽 | 未來系列賽 | 其他 |

| 2018-2026年 | 總決賽 | 超級1000賽 | 超級750賽 | 超級500賽 | 超級300賽 | 超級100賽 | 國際挑戰賽 | 國際系列賽 | 未來系列賽 | 其他 |